# Московская комсомолка
«Моско́вская комсомо́лка» — экспериментальное издание еженедельного цикла в стилистике французской «Канар аншене», «антилужковское» приложение к газете «Новые Известия».

## История
Владельцем издания был Борис Березовский. Название газеты придумал Олег Митволь. Первый номер вышел в сентябре 1999 года, до того как издание было зарегистрировано официально. Новый проект «обогнал по тиражу своего конкурента мужского пола „МК“».
К работе над «Московской комсомолкой» главный редактор Евгений Додолев привлёк Дмитрия Быкова, который занимал позицию заместителя главного редактора и в свойственной ему манере писал по несколько статей в каждый номер.
С изданием сотрудничал журналист Александр Никонов, опубликовавший в «Московской комсомолке» главы своей одиозной рукописи «Подкравшийся незаметно» (до этого читателей со скандальной книгой отважился познакомить только «Новый Взгляд»).
Идеологом и обозревателем издания была Марина Леско. Газета регулярно предоставляла слово Сергею Доренко и Александру Невзорову. Музыкальный раздел, который занимал значительную часть полос газеты, курировал Отар Кушанашвили. Стихи писал Александр Вулых.
Потенциальные оппоненты еженедельника реагировали на появление конкурента, прогнозируя, что «основное содержание этой газеты, как ожидается, будет не скандально-развлекательное, как у „МК“, а попросту скандальное, ибо нацелено на борьбу с лидерами блока „Отечество-Вся Россия“ Юрием Лужковым и Евгением Примаковым».
Со стороны московских властей наблюдалось противодействие распространению газеты. С другого полюса «правые» тоже видели угрозу своим интересам: Валерия Новодворская расценила газету как провокационную.
Накануне нового (2000) года президент Ельцин объявил о своём уходе, что предопределило исход президентских выборов: необходимость в реформе «Новых Известий» отпала. «Московская комсомолка» «как и большинство кратковременных СМИ, выпускаемых на деньги г-на Березовского канула в небытие».
Главный редактор рассказал об этом в одном из интервью:
Я руководил проектом «Московская комсомолка», который организовал Олег Митволь по заданию Березовского в 1999 году, тогда Борис купил «Ъ» и у него в портфеле оказалось три (!!!) ежедневных качественных газеты — «Коммерсантъ», «Независимая газета», «Новые Известия». Последнюю решено было перепрофилировать в бульварный боевой листок. Березовский предложил мне возглавить «Новые Известия», а команду Голембиовского намеревался перевести на «Российскую газету». Но отречение Ельцина 31 декабря 1999 года изменило конъюнктуру, необходимость в альтернативе пролужковского «МК» отпала.
История газеты описана в книгах «Дмитрий Быков 20 лет спустя. Хроники „Московской комсомолки“», «Береzovский, разобранный по буквам» и «Девица Ноvoдворская. Последняя весталка революции».

## Аналогичные проекты
Подобного рода проекты существовали и существуют во многих странах:
- The Onion, в США
- Frank, в Канаде
- The Phoenix, в Ирландии
- El Jueves, в Испании
- The Clinic, в Чили
- Titanic, в Германии
- Academia Catavencu, в Румынии.